# Saint-Leu-Taverny
Antigua comuna del Valle del Oise, que existió de 1806 a 1821. Fue creada en 1806 por la fusión de las comunas de Saint-Leu-la-Forêt y de Taverny. En 1821, fue suprimida y las dos comunas que la constituyeron fueron restablecidas.